# Reg Harris
Reginald Hargreaves "Reg" Harris OBE (Bury, 1 de março de 1920 — Macclesfield, 22 de junho de 1992) foi um ciclista britânico, profissional entre 1949 e 1957; e entre 1971 e 1975. Era dedicado ao ciclismo de pista, especialmente nas provas de velocidade. Ele ganhou duas medalhas de prata nos Jogos Olímpicos de Londres 1948, na velocidade individual e em tandem.
É considerado um dos mais proeminentes ciclistas britânicos da década de 1950. Depois de treze anos sem competir, em 1971 ele retornou a competição, recebendo um título de campeão da Grã-Bretanha.

## Outras leituras
- Harris, Reg; Bowden, Gregory Houston (1976). Reg Harris: Two Wheels to the Top: An Autobiography. Londres: W. H. Allen. ISBN 978-0-491-01957-6. Consultado em 21 de abril de 2013